# Valérie Pécresse
Valérie Pécresse (wym. [valeʁi pekʁɛs]; ur. 14 lipca 1967 w Neuilly-sur-Seine) – francuska polityk, od 2007 do 2012 minister w kolejnych rządach, prezydent regionu Île-de-France, kandydatka w wyborach prezydenckich w 2022.

## Życiorys
Ukończyła studia w prestiżowej szkole zarządzania HEC Paris. W 1990 rozpoczęła naukę w École nationale d’administration, którą ukończyła w 1992 z drugim najlepszym wynikiem w ramach promocji „Condorcet”. Do 1998 pracowała jako audytor w Radzie Stanu, następnie została doradcą prezydenta Jacques’a Chiraca.
W 2002, 2007 i 2012 uzyskiwała mandat deputowanej do Zgromadzenia Narodowego, reprezentując departament Yvelines. W 2004 po raz pierwszy zasiadła w radzie regionalnej Île-de-France. Pełniła funkcję rzecznika Unii na rzecz Ruchu Ludowego.
W 2007 w obu rządach François Fillona zajmowała stanowisko ministra szkolnictwa wyższego i nauki. Pozostała na tym urzędzie także po dokonanej w 2010 rekonstrukcji. W czerwcu 2011 powołana na funkcje ministra ds. budżetu, finansów publicznych i reformy państwa oraz rzecznika prasowego rządu; pełniła je do maja 2012.
W grudniu 2015 jako kandydatka centroprawicy (w tym powstałych na bazie UMP Republikanów) zwyciężyła w drugiej turze wyborów na prezydenta regionu Île-de-France. W czerwcu 2021 z powodzeniem ubiegała się o ponowny wybór na to stanowisko.
Została liderką nowego ruchu politycznego (pod nazwą Soyons libres), a w 2019 zrezygnowała z członkostwa w Republikanach. W 2021 formalnie przywróciła swoje członkostwo w tym ugrupowaniu. W grudniu tegoż roku zwyciężyła w drugiej turze zorganizowanych przez Republikanów prawyborów, stając się kandydatką tej partii w wyborach prezydenckich w 2022. W pierwszej turze tych wyborów otrzymała 4,8% głosów, zajmując piąte miejsce wśród 12 kandydatów. Przed drugą turą głosowania wezwała do poparcia ubiegającego się o reelekcję Emmanuela Macrona.

## Odznaczenia
- Legia Honorowa V klasy (2019)[11]
- Legia Honorowa IV klasy (2025)[12]
- Wielki Oficer Orderu Zasługi Republiki Włoskiej (Włochy, 2011)[13]
- Oficer Orderu Narodowego (Wybrzeże Kości Słoniowej, 2018)[14]
- Złote Promienie ze Wstęgą Orderu Wschodzącego Słońca (Japonia, 2021)[15]
- Order Księżnej Olgi III klasy (Ukraina, 2023)[16]